# 塞波-圣罗曼
塞波-圣罗曼（法語：Sépeaux-Saint Romain，發音：[sepo sɛ̃ ʁɔmɛ̃]），法国中北部市镇，位于勃艮第-弗朗什-孔泰大区约讷省，隶属于桑斯区，其市镇面积为30.27平方公里，2022年1月1日时人口数量为489人，在法国市镇中排名第16,795位（2022年）。
塞波-圣罗曼位于约讷省西北部，弗兰河畔，A6高速公路由此通过并设有出入口连接镇中心。

## 地名来源
根据当地官方网站的论述，“Sépeaux”一名最初以“Cippeletum”的形式被记载，“Saint-Romain”一名则来自公元六世纪的意大利天主教圣人。

## 历史
塞波-圣罗曼成立于2016年1月1日，由塞波和圣罗曼勒普勒两地合并而成，其中政府驻地设于塞波。
塞波的早期历史尚不清楚。根据当地官方网站的论述，古典时期塞波为塞农人的活动范围，后被划入香槟伯国。中世纪初，塞波境内建成了一座纪念圣马丁的教堂。十二世纪时，塞波境内曾建成一处疗养院。英法百年战争期间，塞波曾受战争和疫情的影响而一度成为“无人村”，1450年后才有居民重新入住。1545年，塞波修建了城墙，其城内定期举办商业集会。宗教战争期间，塞波教堂曾遭到破坏。法国大革命后，塞波成为约讷省的一个市镇。途经塞波的A6高速公路于1963年建成通车。
圣罗曼勒普勒历史上长期为一处普通农业聚落，该地和塞波一样先后成为塞农人和香槟伯国的领地，法国大革命后成为约讷省的一个市镇，该地人口数量至十九世纪中期以来逐年下降。

## 地理

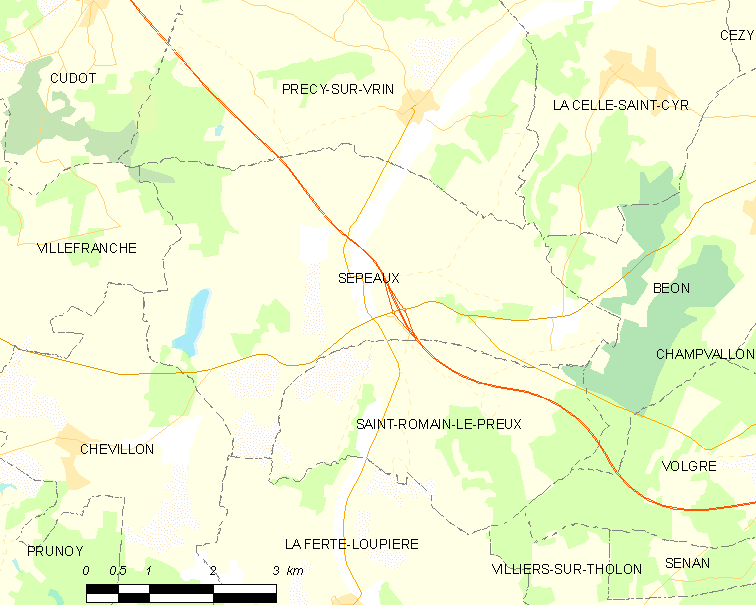
塞波-圣罗曼市镇范围地图

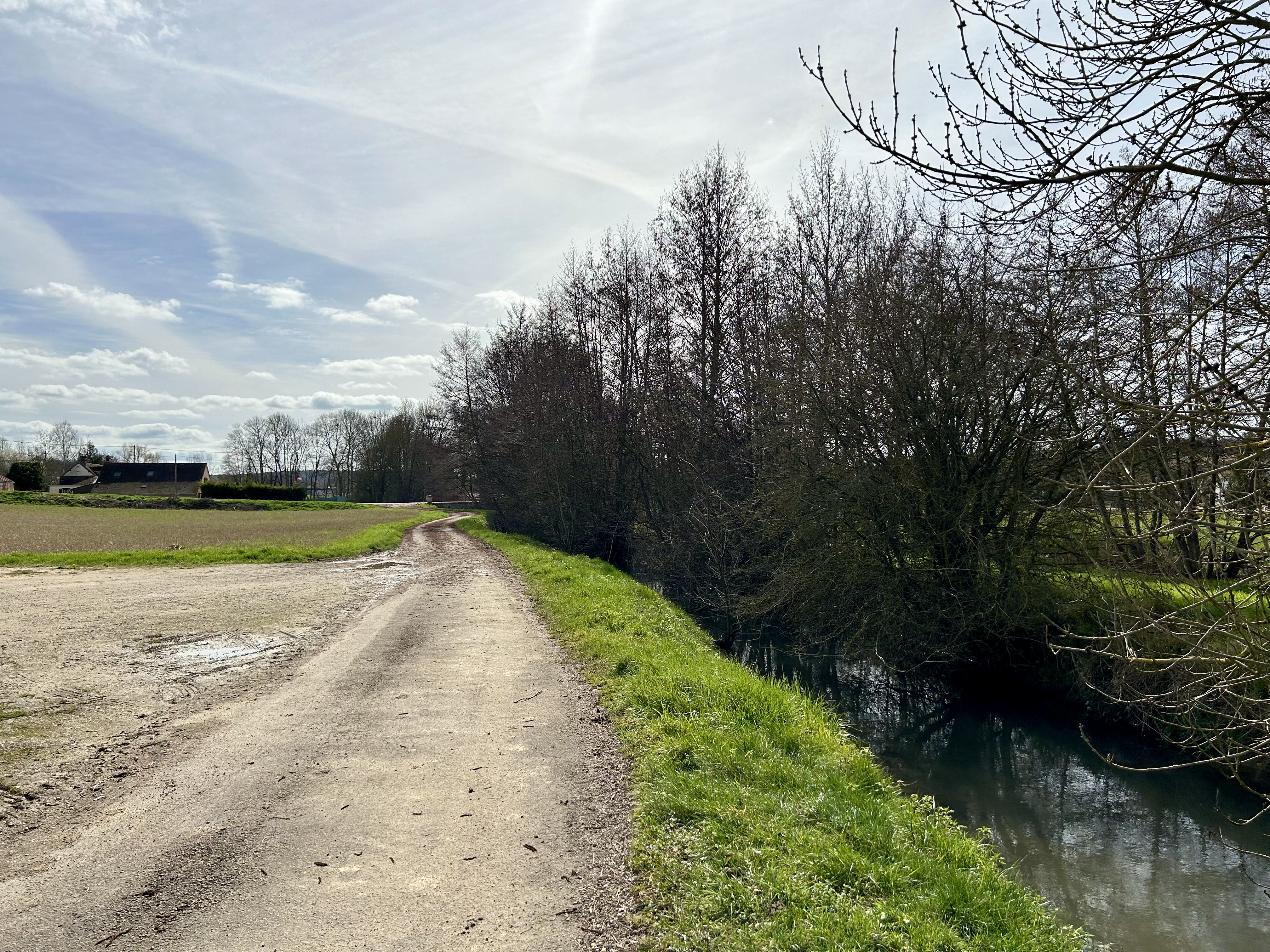
弗兰河畔

塞波-圣罗曼位于法国中北部，勃艮第-弗朗什-孔泰大区西北部和约讷省西北部，距离省会欧塞尔大约34公里。与塞波-圣罗曼接壤的市镇包括：贝翁、沙尔尼-奥雷德皮赛、拉塞勒圣西尔、卢皮耶尔堡、蒙托隆和弗兰河畔普雷西。

### 地形
塞波-圣罗曼位于塞诺奈（Sénonais）地区西南部，境内以浅丘为主，市镇中心位于一处地势较为平坦的河谷地带，东西两侧为坡地，全境海拔在108到210米之间。

### 水文
弗兰河自南向北流经塞波-圣罗曼镇中心，市镇西部为塞波塘（Étang de Sépeaux）。

### 植被
塞波-圣罗曼属于温带阔叶混交林区，林地多分布于河流附近及坡地地带，市镇东南部为阿尔让树林（Bois d'Argent），西侧为拉库尔达芒树林（Bois de La Cour d'Aman）。
在鲜花城市的评比中，塞波-圣罗曼暂未被评级。

### 自然灾害
塞波-圣罗曼的地震危险度等级为1级，属于极低危险；氡辐射等级为1级，属于低危险。1982至2025年7月间，塞波-圣罗曼境内共发生4次有记录的自然灾害，其中3次洪涝。

### 气候
塞波-圣罗曼在柯本气候分类法中属于温带海洋性气候（Cfb）。

## 行政区划
塞波-圣罗曼的市镇编号为89388，邮政编号为89116。
在行政管理方面，塞波-圣罗曼隶属于法国勃艮第-弗朗什-孔泰大区约讷省桑斯区；在地方选举方面，塞波-圣罗曼隶属于沙尔尼奥雷德皮赛县，其市镇范围全境被划入约讷省第三选区；在社会管理方面，塞波-圣罗曼是茹瓦尼地区市镇公共社区的组成部分。
截至2025年8月，塞波-圣罗曼市镇范围内暂无任何安全优先街区及城市政策优先街区。
法国国家统计与经济研究所（简称“INSEE”）在进行数据统计时，未将塞波-圣罗曼划入任何城市核心区（Unité urbaine），将包括塞波-圣罗曼在内的周边共14个市镇划入茹瓦尼城市辐射区。此外，INSEE还将塞波-圣罗曼市镇整体看作一个“块区”（IRIS），以便于统计人口分布情况。

## 交通

### 公路
A6高速公路横贯塞波-圣罗曼并设有一处出入口，此外约讷省省道D3线、D89线和D943线在塞波-圣罗曼境内交汇。
2022年，59.9%的塞波-圣罗曼家庭拥有至少一辆私人汽车。2020年，塞波-圣罗曼境内共发生各类交通事故2起，造成2人重伤。
| 18 | 1 |

| 欧塞尔 | 35 |

| 蒙塔日 | 44 |

| 茹瓦尼 | 15 |

### 铁路
距离塞波-圣罗曼最近的运营中的客运铁路车站为14公里外的茹瓦尼站，该站停靠往返于巴黎和拉罗什-米热讷以及往返于巴黎贝尔西和欧塞尔/里昂一线的区域列车。

### 航空
塞波-圣罗曼距离巴黎-奥利机场的公路里程大约127公里。

### 城市公共交通
截至2025年8月，塞波-圣罗曼暂无城市公共交通系统。

## 政治

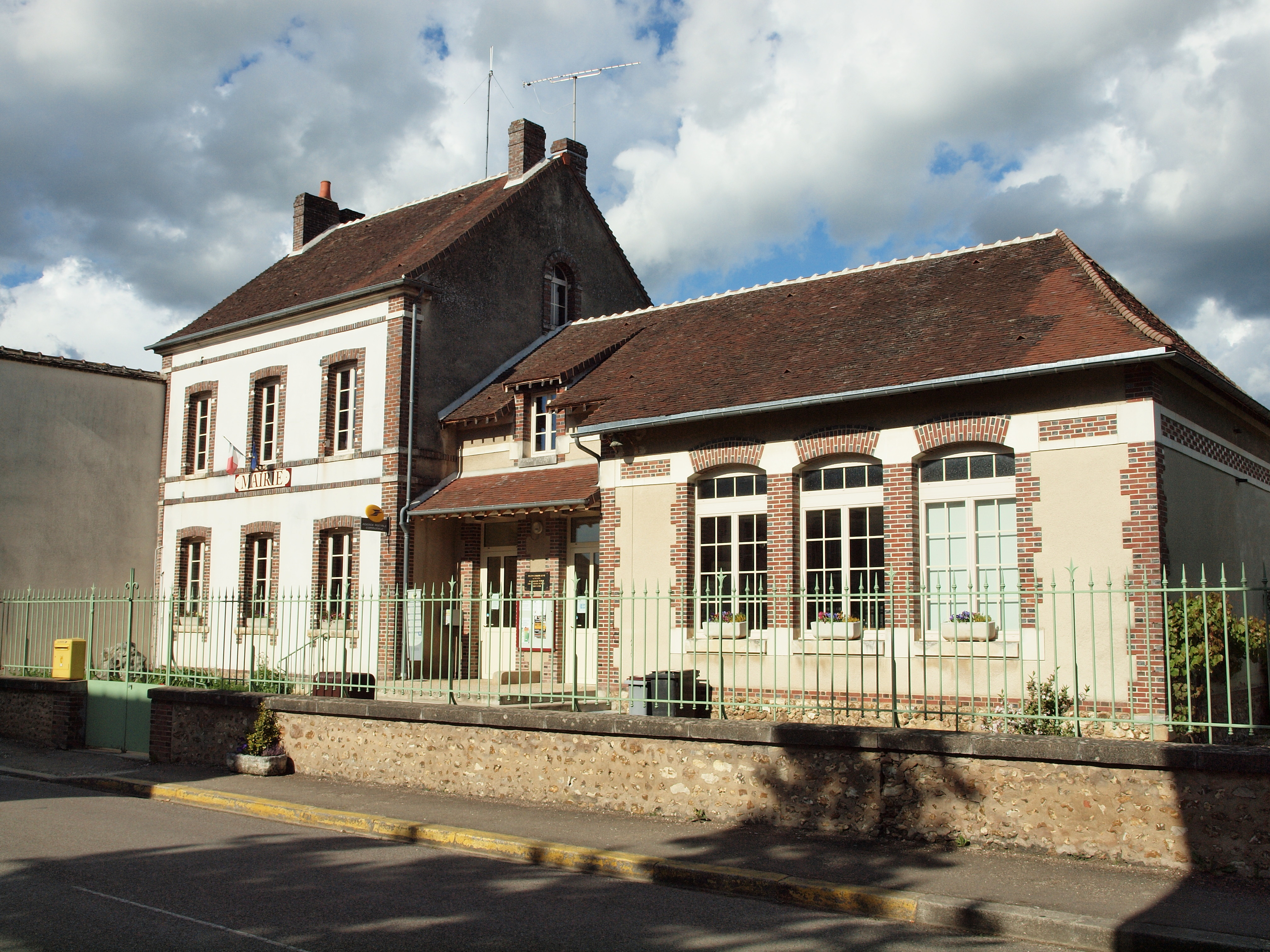
塞波-圣罗曼市政厅

塞波-圣罗曼的现任市长为迪迪埃·米尼翁先生（Didier MIGNON），他的党籍不详，在2020年的市政选举中获得了100%的支持率（无其他候选人）。
在2022年的法国总统大选的第二轮选举中，法国极右翼政党国民阵线主席玛丽娜·勒庞在塞波-圣罗曼获得了58.19%的支持率。

## 人口
2022年，塞波-圣罗曼市镇人口数量为489，在法国排名第16,795位。其中男性257人，女性240人，75岁及以上人口占12.4%，外籍人口数量为6人，人口密度为16人/平方公里，当地居民暂无官方称谓。2015至2021年间，塞波-圣罗曼的人口增长率为–2.8%。2022年，塞波-圣罗曼境内出生4人，死亡人口7人。
| 塞波-圣罗曼2016年－2022年人口变化情况 |
|                                       |
| 数据来源：INSEE                       |

## 经济
INSEE于2020年塞波-圣罗曼将划入欧塞尔就业区（Zone d'emploi d'Auxerre），并又于2022年将其划入茹瓦尼生活区（Bassin de vie de Joigny）。截至2023年底，塞波-圣罗曼市镇范围内共有活跃企业19家，其中84.2%的员工总数在9人及以下；按照产业分类，当地一、二、三产业占比分别为36.8%、15.8%和47.3%。（电气安装）、（传统餐饮）及（企业管理）是当地2023年已公布营业额最高的三个企业，分别为346,291欧元、87,979欧元和51,993欧元。

## 财政与居民收入
2023年，塞波-圣罗曼的财政收入总额为456,320欧元，财政支出总额为386,810欧元，当年的债务总额为640欧元。2023年，塞波-圣罗曼市镇通过增值税获得4,990欧元的收入，此外当地还共获得了0欧元的国家直接财政补助。
| 塞波-圣罗曼居民收入情况                                                                            | 塞波-圣罗曼居民收入情况 | 塞波-圣罗曼居民收入情况 | 塞波-圣罗曼居民收入情况 |
| 内容                                                                                               | 塞波-圣罗曼             | 约讷省                  | 法國                    |
| -------------------------------------------------------------------------------------------------- | ----------------------- | ----------------------- | ----------------------- |
| 居民平均时薪                                                                                       | 不详                    | 14.6欧元（2022年）      | 17欧元（2022年）        |
| 高级职员人均时薪                                                                                   | 不详                    | 25.3欧元（2022年）      | 29.1欧元（2022年）      |
| 中级职员人均时薪                                                                                   | 不详                    | 16.4欧元（2022年）      | 16.6欧元（2022年）      |
| 普通职员人均时薪                                                                                   | 不详                    | 11.7欧元（2022年）      | 12.1欧元（2022年）      |
| 工人人均时薪                                                                                       | 不详                    | 12.5欧元（2022年）      | 12.5欧元（2022年）      |
| 贫困率                                                                                             | 不详                    | 14.9%（2021年）         | 14.5%（2021年）         |
| 青壮年（15至64岁）失业率                                                                           | 9.4%（2022年）          | 12%（2021年）           | 10.4%（2021年）         |
| 家庭总数                                                                                           | 252（2022年）           | 333（2022年）           | 1,160（2022年）         |
| 征税家庭数量占比                                                                                   | 41.3%（2023年）         | 50.2%（2022年）         | 44.8%（2022年）         |
| 家庭年均纳税                                                                                       | 2,797欧元（2023年）     | 2,553欧元（2022年）     | 4,481欧元（2022年）     |
| *注：INSEE未公布2,000人口以下市镇的部分经济数据。 资料来源：INSEE、L'Internaute、Le Journal du Net |                         |                         |                         |

## 社会事务

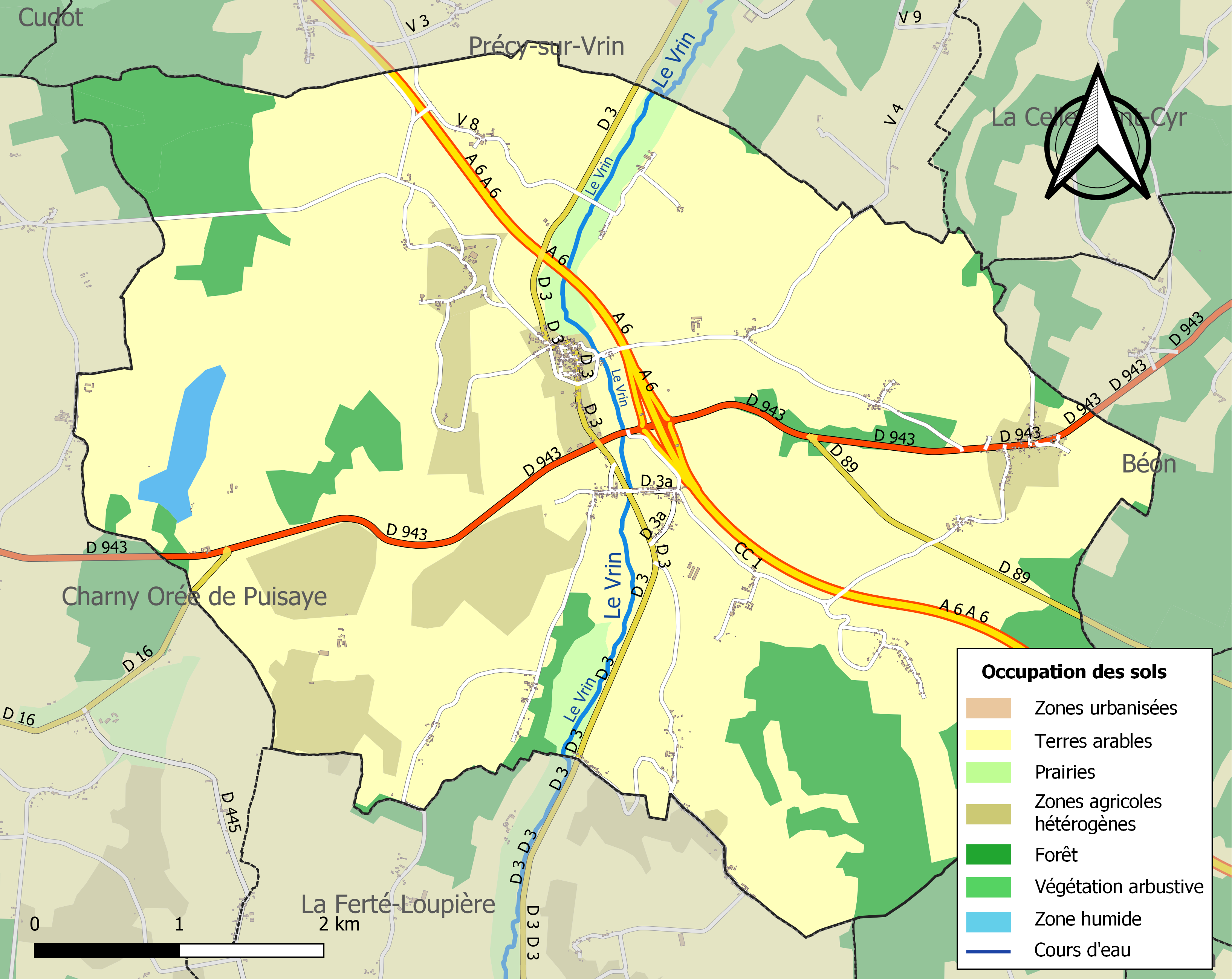
塞波-圣罗曼土地利用情况地图

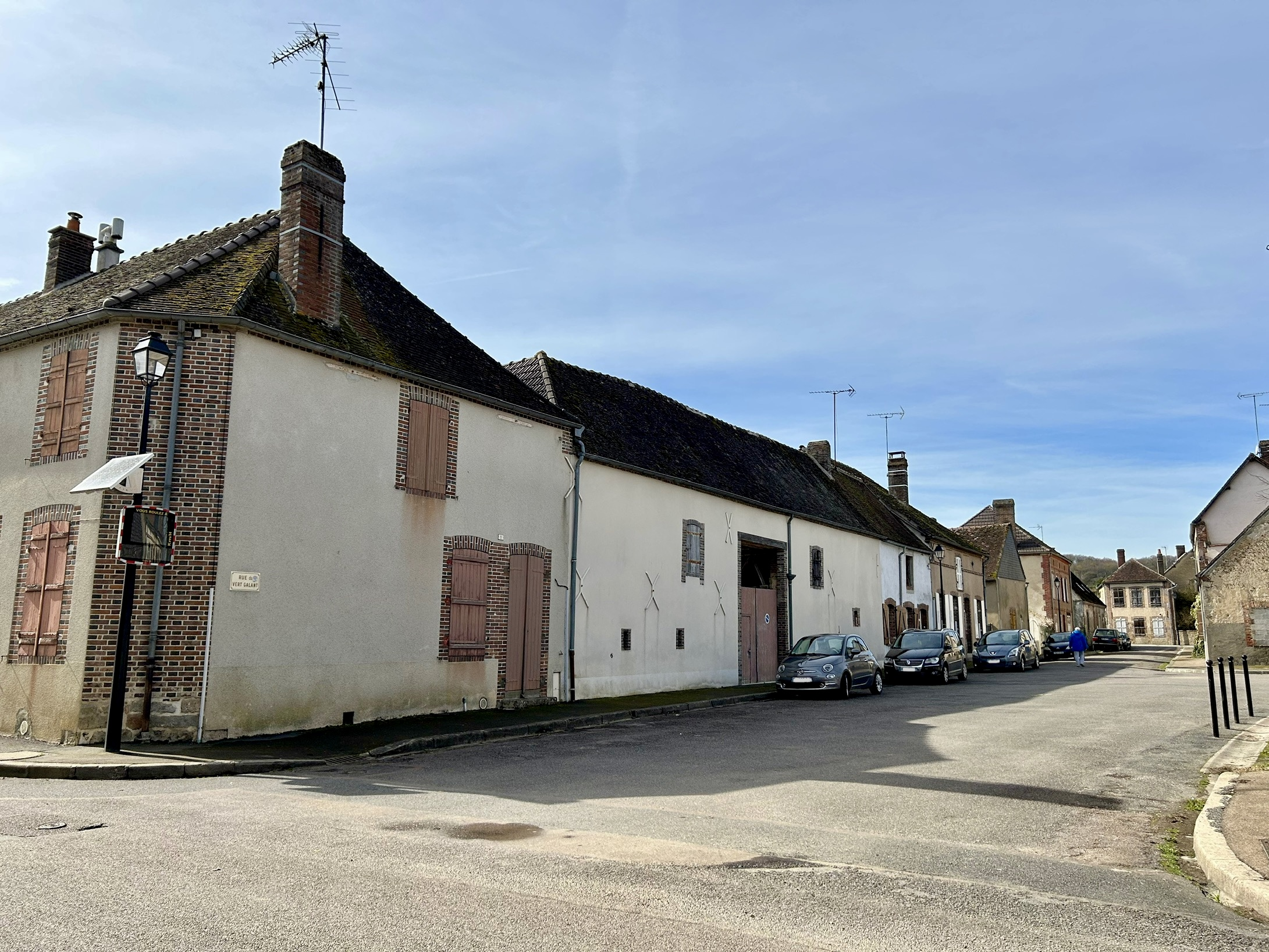
青雅街

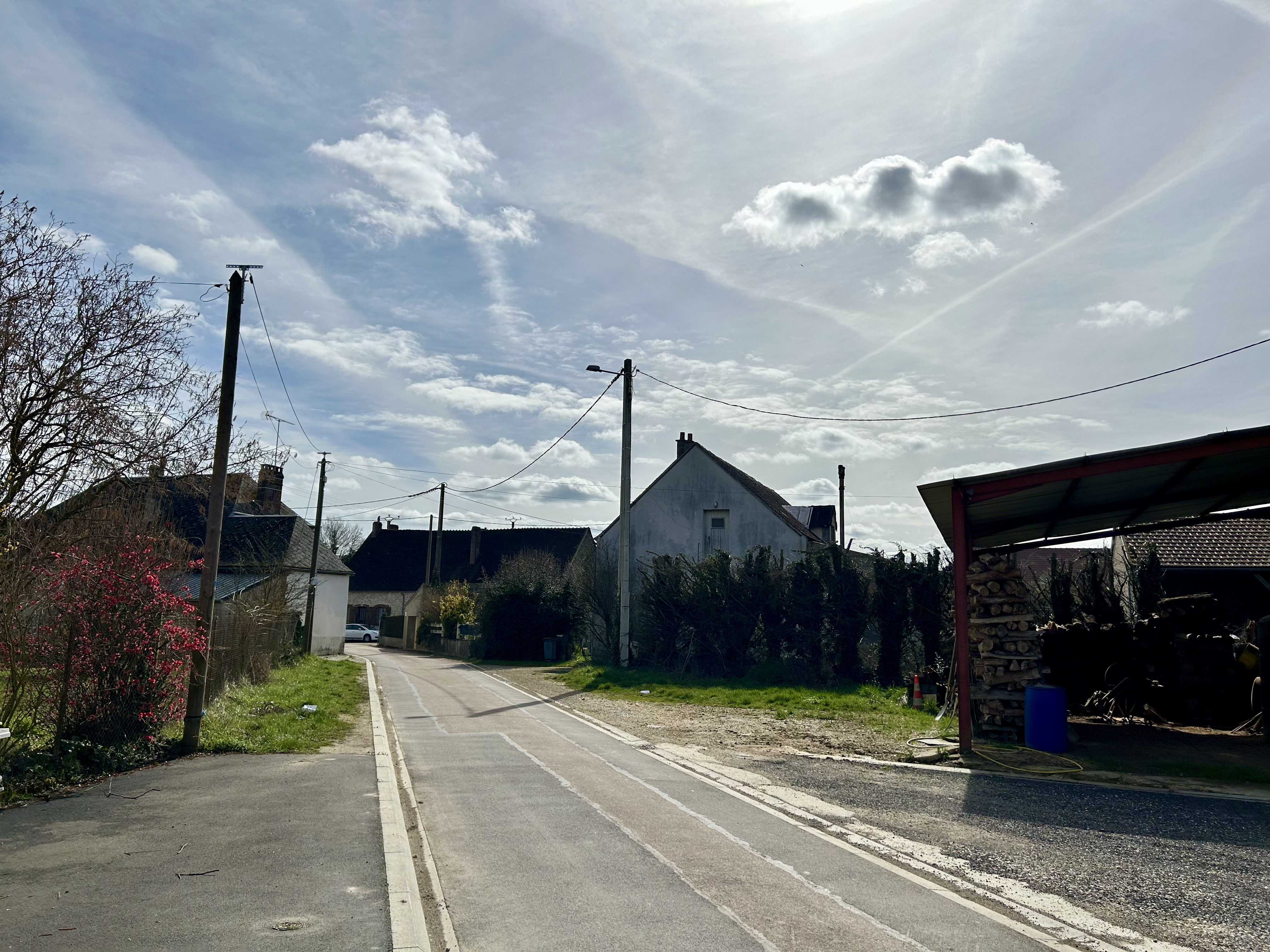
莱诺布勒街

### 教育
塞波-圣罗曼属于第戎学区。截至2023年1月1日，塞波-圣罗曼境内共有1所小学。

### 医疗
截至2023年1月1日，塞波-圣罗曼境内暂无任何医疗机构及相关从业人员。
距离塞波-圣罗曼最近的区域性医疗机构为茹瓦尼中心医院（Centre Hospitalier de Joigny），其主病区西蒙娜·韦伊医院（Hôpital Simone Veil）位于茹瓦尼市区，距离塞波-圣罗曼市区的正常车程大约分钟，该院设有床位XX个。

### 住房
2022年，塞波-圣罗曼境内共有各类住房384套，其中95.6%为独立式住宅，3.1%为集中式住宅。常住房屋占塞波-圣罗曼市镇范围内居民建筑总量的65.6%。2024年，塞波-圣罗曼的居住税率为12.51%，不动产税率为37.01%（其中空置土地的不动产税率为46.00%）。
在住房保障政策方面，2023年，塞波-圣罗曼境内共有85户家庭获得了家庭津贴补助，受益人数占总人口数量的17.4%，其中15份为房租补助。

### 商业
2021年，塞波-圣罗曼境内共有各类实体商铺10家，其中餐厅2家、大型超市1家、汽车维修店1家。

### 体育
2024年，塞波-圣罗曼境内共有1处马术场。
截至2025年8月，塞波-圣罗曼境内暂无任何注册足球俱乐部。

### 环境
塞波-圣罗曼的环境事务由其所属的茹瓦尼地区市镇公共社区联合各级政府协调负责。2021年，塞波-圣罗曼境内暂无污染企业。

### 治安
2024年，塞波-圣罗曼市镇范围内累计记录各类案件18起，其中盗窃类案件7起，人身侵犯类案件6起，毒品交易类案件1起。

## 文化

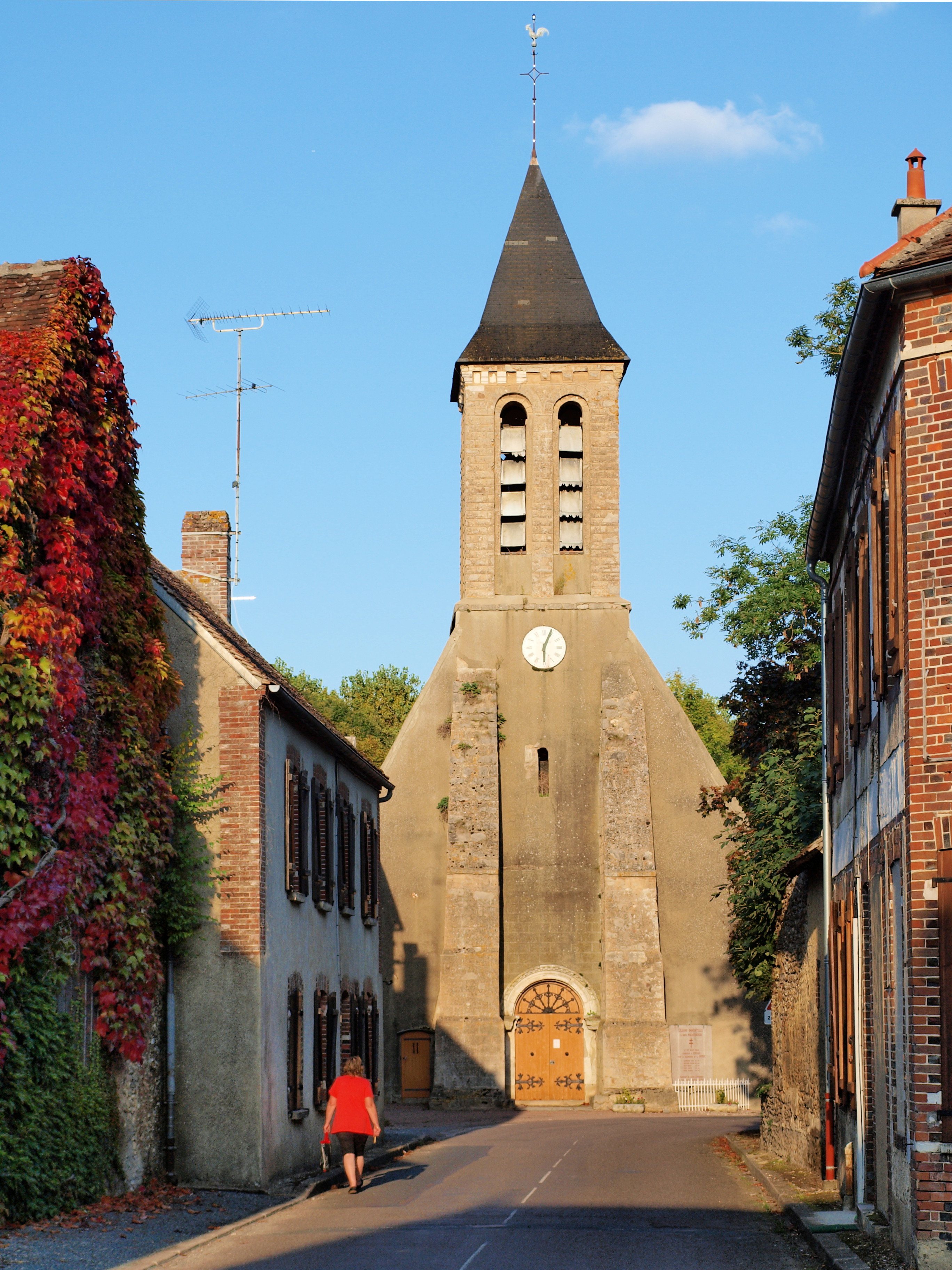
圣马克-圣马丁教堂

2024年，塞波-圣罗曼境内暂无任何文化设施。原塞波和圣罗曼勒普勒境内各建有图书馆（Bibliothèque），每月各有一至两天向公众开放。

### 建筑
截至2025年8月，塞波-圣罗曼境内暂无任何法国国家文物保护单位，当地镇中心的圣马丁-圣马克教堂（Église Saint-Martin-et-Saint-Marc de Sépeaux）及圣罗曼教堂（Église Saint-Romain de Saint-Romain-le-Preux）是当地的地标性建筑物。

### 旅游
塞波-圣罗曼的旅游事务由其所属的茹瓦尼地区市镇公共社区联合各级政府协调负责。2024年，塞波-圣罗曼境内暂无任何游客接待设施。

### 媒体
法国主要的媒体均可在塞波-圣罗曼接收，法国电视三台下属的勃艮第-弗朗什-孔泰大区频道在部分时段播出塞波-圣罗曼所在约讷省的地方新闻。《约讷省共和报》、Ici欧塞尔、震动广播等是当地主要的地方性媒体。

## 友好城市
截至2025年8月，塞波-圣罗曼暂未建立任何友好城市关系。